# СКА-Лотто (Одеса)
Футбольний клуб «СКА-Лотто» — колишній український футбольний клуб з міста Одеси.

## Попередні назви
- 1995–1997: «Лотто-GCM»
- 1997–1998: «СКА-Лотто»

## Історія
Заснований 1995 року під назвою «Лотто-GCM» (Одеса). Виступав в одеських міських і обласних змаганнях. Ставав чемпіоном і володарем кубка Одеської області. 1998 року команда припинила своє існування, своїм місцем в чемпіонаті України поступилася команді «Динамо-СКА».

## Досягнення
- Чемпіон Одеської області — 1997
- Володар кубка Одеської області— 1997
- Срібний призер другої ліги — 1997/98

## Факти в чемпіонатах України
- Найбільші перемоги — 5:1 («Фортуна» Шаргород) 
4:0 («Гірник-Спорт» Комсомольське).
- Найбільша поразка — 0:4 («Віктор» Запоріжжя).
- Найбільше ігор — Вячеслав Ткачов (31).
- Найкращий бомбардир — Вячеслав Терещенко — 15 м'ячів.

## Всі сезони в незалежній Україні
| Сезон   | Чемпіонат     | Чемпіонат | Чемпіонат | Чемпіонат | Чемпіонат | Чемпіонат | Чемпіонат | Чемпіонат | Кубок           | Кубок | Кубок | Кубок | Кубок | Кубок | Кубок | Примітка |
| Сезон   | Ліга          | Місце     | І         | В         | Н         | П         | М         | О         | Етап            | І     | В     | Н     | П     | М     | О     | Примітка |
| ------- | ------------- | --------- | --------- | --------- | --------- | --------- | --------- | --------- | --------------- | ----- | ----- | ----- | ----- | ----- | ----- | -------- |
| 1997/98 | Друга Група Б | 2 з 17    | 32        | 21        | 4         | 7         | 54−23     | 67        | Попередній етап | 1     | 0     | 0     | 1     | 0−1   | 0     |          |
| Всього  | Друга         | 1 сезон   | 32        | 21        | 4         | 7         | 54−23     | 46        | >1 сезон        | 1     | 0     | 0     | 1     | 0−1   | 0     |          |

## Відомі футболісти
- Віктор Гришко
- Дмитро Пархоменко
- Сергій Свіргун
- Вячеслав Терещенко